# Манаширов, Семён Симхаевич
Семён Симха́евич Манаши́ров (18 апреля 1947) — советский футболист и тренер, играл на позиции защитника. Мастер спорта СССР (с 1976).

## Карьера игрока
Воспитанник азербайджанского футбола. Начал профессиональную карьеру в клубе «Полад» (Сумгаит) в 1968 году. В дебютном сезоне провел за клуб 32 матча и забил один гол. В 1970 году выступал за бакинский «Нефтчи» в Первой группе класса «А» — высшем дивизионе советского футбола. В 1971 году Манаширов переходит в майкопскую «Дружбу», где и выступает до завершения профессиональной карьеры. За годы выступления в различных клубах играл на позициях нападающего, полузащитника и защитника.

## Тренерская карьера
По завершении карьеры профессионального футболиста Семён Манаширов посвятил целый ряд лет развитию детского и юношеского футбола в Адыгее, работая тренером в СДЮШОР города Майкопа вплоть до 1995 года, когда был приглашен в качестве тренера в майкопскую «Дружбу». С тех пор и до 2009 года работал в составе руководства команды в должности тренера, начальника команды и администратора.